# Мёллер, Ида
Ида Мёллер (дат. Ida Christina Møller, 2 июля 1872 — 10 августа 1947) — датская оперная певица (сопрано).

## Биография
Ида Мёллер родилась в 1872 г. в Великобритании. Её родителями были исполнительный директор датской компании DFDS Шарль Мёллер и его английская жена Эмили Уотсон.
Ида жила в музыкальной семье. Вначале она обучалась пению у оперной певицы Софи Келлер, затем её по рекомендации дирижёра Юхана Свенсена, оценившего её яркий голос как сопрано, её приняли студенткой в Королевский театр Дании.
Первое выступление Иды Мёллер на сцене состоялось в 1894 г. — она исполнила партию Царицы ночи в «Волшебной флейте» Моцарта. В дальнейшем Ида продолжила изучать пение в Париже у Витторио Девилье (фр. Vittore Devilliers). После обучения она всю свою оперную карьеру вплоть до выхода на пенсию в 1926 г. продолжала работать в Королевском театре Дании, за исключением небольшого периода в копенгагенском Dagmar Teatret.
Ида успешно исполняла партии в операх Моцарта, к другим её ролям относятся Зибель и Маргарита в «Фаусте» Гуно, Эвридики и Эроса в «Орфее и Эвридике» Глюка и Венеры в «Тангейзере» Вагнера.
В 1907 г. датский король Фредерик VIII присвоил ей титул придворной певицы, в 1926 г. её наградили медалью Ingenio et Arti. Несколько записей её голоса, включая исполнение «Волшебную флейту» совместно с Хельге Ниссеном, были сделаны в 1904—1909 гг. После выхода на пенсию Ида продолжала выступать на концертах и давать уроки.
Ида Мёллер умерла в 1947 г. и была похоронена в Копенгагене.